# Chiayi
Chiayi (chinesisch 嘉義市 / 嘉义市, Pinyin Jiāyì Shì, Tongyong Pinyin Jiayì Shìh, W.-G. Chia-i Shih, Pe̍h-ōe-jī Ka-gī chhī) ist eine kreisfreie Stadt in der Republik China auf Taiwan. Sie liegt im südwestlichen Teil Taiwans und ist vom Landkreis Chiayi umschlossen. Mit einer Fläche von 60 km² und etwa 263.000 Einwohnern (2024) ist sie die kleinste kreisfreie Stadt der Republik China.

## Geographie
Chiayi liegt am nordöstlichen Rand der Jianan-Ebene, der größten Ebene Taiwans. In den östlichen Teil des Stadtgebiets reichen einige Hügel, die allmählich zum etwa 25 km östlich gelegenen bis zu 2.663 m hohen Alishan-Gebirge ansteigen.
Die Stadt liegt zwischen den in Ost-West-Richtung fließenden Flüssen Puzi im Norden und Bazhang im Süden.
Chiayi liegt am nördlichen Wendekreis, der südlich des Stadtgebiets verläuft, und somit am Übergang zwischen der subtropischen und der tropischen Klimazone.

## Administrative Gliederung
Nachdem Chiayi 1981 seine Kreisfreiheit erlangt hatte, gab es zunächst keine Einteilung in Bezirke. Am 6. Oktober 1990 wurde die Stadt in zwei Bezirke (區,  Qū), „West“ und „Ost“ eingeteilt:
| Schematische Karte | Bezirk (deutsch, chin., Hanyu Pinyin) | Bezirk (deutsch, chin., Hanyu Pinyin) | Einwohner 2018 | Fläche km² | Bev.-dichte Einw./km² |
| Schematische Karte | Chiayi-Westbezirk                     | 西區, Xī Qū                           | 147.284        | 30,9061    | 4766                  |
| Schematische Karte | Chiayi-Ostbezirk                      | 東區, Dōng Qū                         | 121.807        | 29,1195    | 4183                  |

## Verkehr
Chiayi verfügt über einen im Stadtzentrum liegenden Bahnhof an der Hauptstrecke der Taiwanischen Eisenbahn TRA. Von dort zweigt die Alishan-Waldbahn, eine Schmalspurbahn, in die Gemeinde Alishan und das gleichnamige Gebirge ab. Der Bahnhof Chiayi der Taiwan High Speed Rail liegt westlich der Stadt in Taibao im Landkreis Chiayi. Der nächstgelegene Flughafen ist der Flughafen Chiayi, der nicht mehr im Stadtgebiet, sondern in der südlichen Nachbargemeinde Shuishang liegt und von dem aus Flüge auf die peripheren Inseln Kinmen und Magong (Penghu) gehen.
Im Westen des Stadtgebietes befindet sich eine Anschlussstelle der Autobahn 1 (Nationalstraße 1). Die Autobahn 3 (Nationalstraße 3) passiert Chiayi im Osten.

## Geschichte

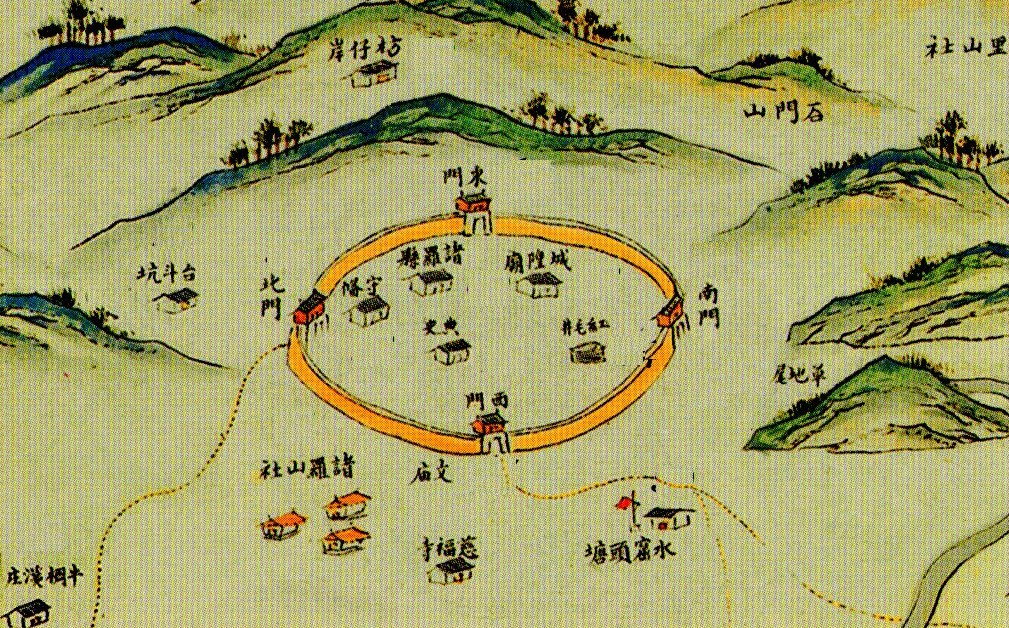
Die Stadt Chiayi auf einer Taiwan-Karte zur Regierungszeit Kaiser Qianlongs (1735–1796)

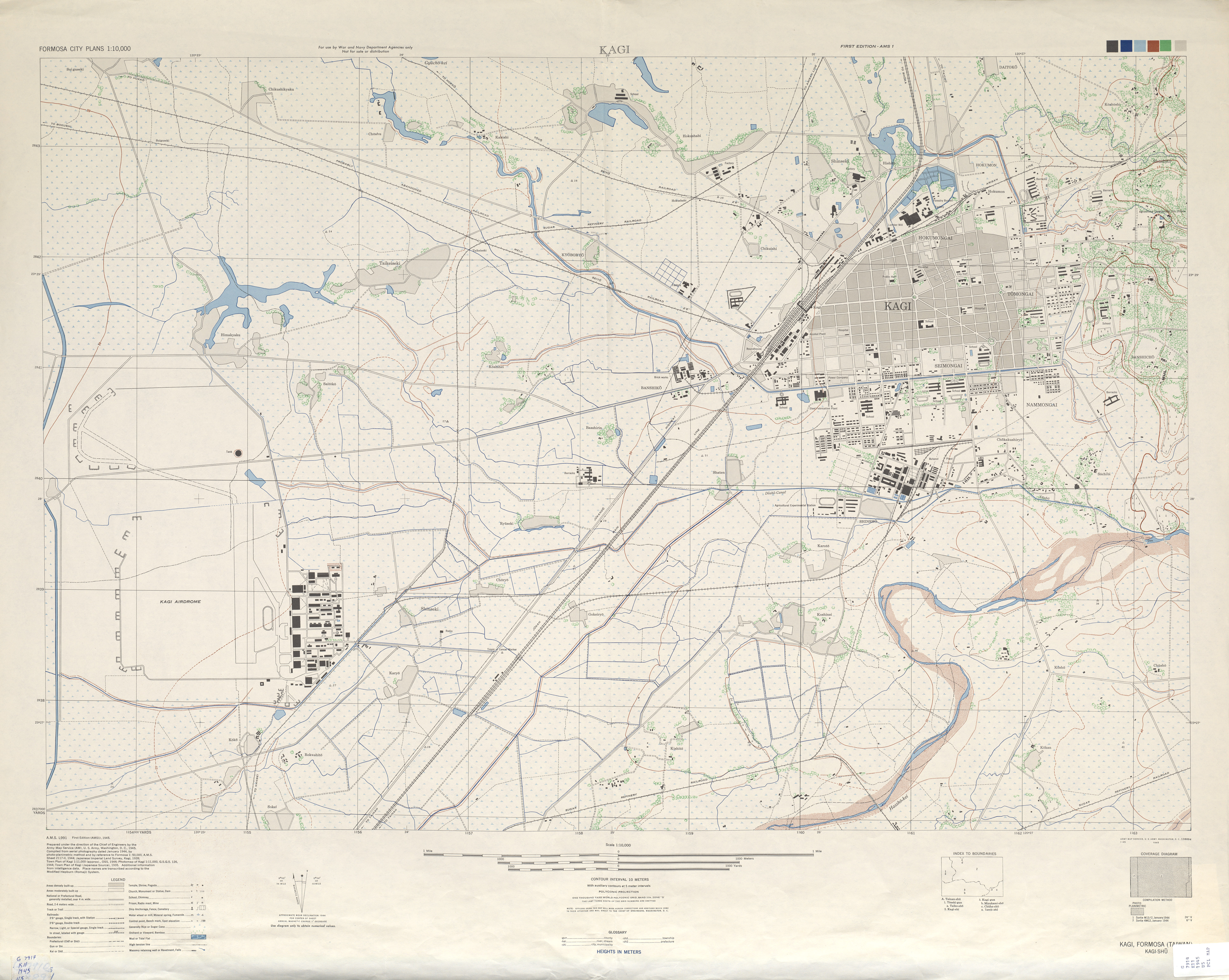
Stadtplan von Kagi gegen Ende der japanischen Kolonialherrschaft

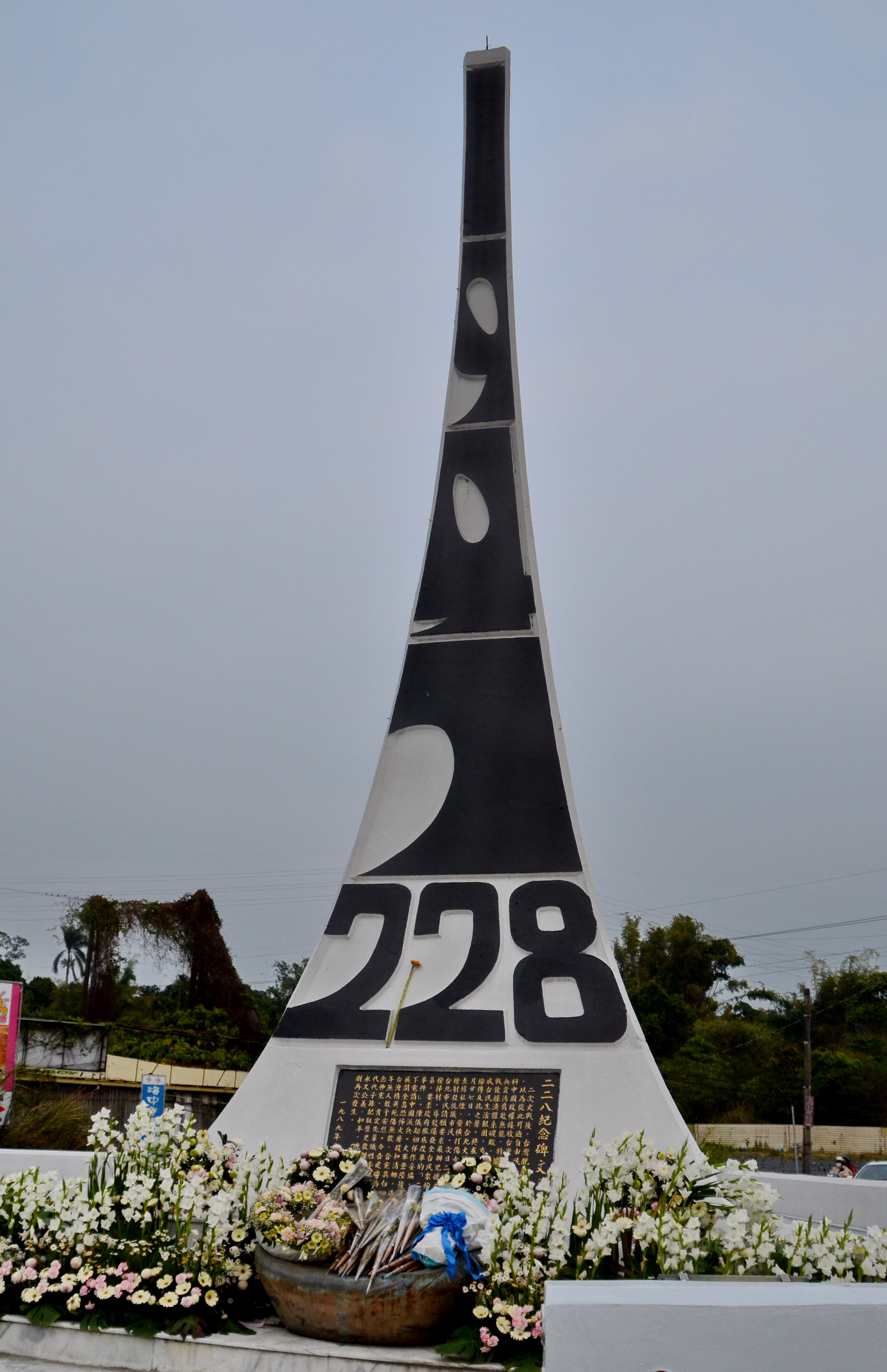
Das 228-Mahnmal

Die Gegend des heutigen Chiayi war ursprünglich vom Volk der Hoanya, das den austronesischen Ureinwohnern Taiwans zugehörig war, besiedelt. Ab dem 17. Jahrhundert strömten han-chinesische Siedler ins Land. Die erste dokumentierte Siedlung an der Stelle des heutigen Chiayi trug den Namen Zhuluoshan (in verschiedener Schreibweise, 諸羅山,  Zhūluóshān) oder einfach Tsulo.
Im Jahr 1787 brach auf der Insel Taiwan eine Revolte gegen die Herrschaft der Qing-Dynastie aus. Auch die Siedlung Tsulo wurde von den Rebellen vergeblich längere Zeit belagert und verhielt sich loyal zur Qing-Dynastie, weswegen Kaiser Qianlong am 3. November 1787 der Siedlung den heutigen Namen 嘉義,  Jiāyì (wörtlich ungefähr „lobenswerte Rechtschaffenheit“) gab.
Während der japanischen Herrschaft über Taiwan (1895 bis 1945) trug die Stadt den Namen Kagi (japanische Aussprache derselben Schriftzeichen 嘉義). 1906 ereignete sich das Meishan-Erdbeben, das einen Großteil der historischen Stadtmauern aus dem 18. Jahrhundert zerstörte. Von großer wirtschaftlicher Bedeutung wurde die 1907–1912 erbaute Alishan-Waldbahn, die von Chiayi ausgehend ins gebirgige Landesinnere führte und dem Abtransport der in den dortigen Wäldern gewonnenen Hölzer diente. 1930 wurde Chiayi zur Stadt erhoben.
Nach der Übergabe Taiwans an die Republik China wurde Chiayi zur Provinzstadt in der Provinz Taiwan, verlor diesen Status jedoch wieder mit der administrativen Neugliederung Taiwans am 16. August 1950, als sie Teil des Landkreises Chiayi wurde. Chiayi war einer der Hauptschauplätze der Unruhen im Zuge des Zwischenfalls vom 28. Februar 1947, woran heute das 228-Mahnmal (二二八紀念碑) des sich im Ostbezirk befindenden Chiayi-Parks erinnert.
Am 1. Juli 1982 erlangte Chiayi erneut den Status einer kreisfreien Stadt.

## Symbole der Stadt
Offizielle Blume der Stadt ist die Blüte des „Hongkong-Orchideenbaums“ (Bauhinia × blakeana), die auch in stilisierter Form auf der Flagge Hongkongs zu finden ist. Die Pflanzenspezies wurde erst 1967 aus Hongkong nach Taiwan eingeführt und ist damit ein Neophyt. Sie erfreut sich in Taiwan einer gewissen Beliebtheit, da sie sehr dekorative Blüten aufweist und im Gegensatz zu den einheimischen nahe verwandten Bauhinia variegata und Cercis chinensis relativ kälteresistent ist.
Das Stadtemblem besteht aus einer stilisierten weißen Pflaumenblüte vor blauem Hintergrund, in deren Mitte das Monument vom Nördlichen Wendekreis dargestellt ist. In der Mitte findet sich die Zahl ‚71‘, zur Erinnerung an die Erlangung der Kreisfreiheit im Jahr 1982 (dem 71. Jahr im Minguo-Kalender).

## Klima
In Chiayi befindet sich eine Messstation des Taiwanischen Wetterdienstes. Das Klima ist subtropisch feucht-warm und vom Monsun geprägt. Die mittlere Jahrestemperatur beträgt 23,1 °C. Die Regenzeit dauert von April bis September.
|                        | Jan  | Feb  | Mär  | Apr  | Mai   | Jun  | Jul   | Aug   | Sep   | Okt  | Nov  | Dez  |   |         |
| Mittl. Temperatur (°C) | 16,5 | 17,3 | 19,7 | 23   | 25,8  | 27,8 | 28,6  | 28,2  | 27    | 24,5 | 21,3 | 17,7 | ⌀ | 23,1    |
| Mittl. Tagesmax. (°C)  | 22,1 | 22,4 | 24,8 | 27,8 | 30,5  | 32,3 | 33,1  | 32,6  | 31,6  | 29,8 | 27,1 | 23,9 | ⌀ | 28,2    |
| Mittl. Tagesmin. (°C)  | 12,5 | 13,8 | 15,9 | 19,2 | 22,1  | 24,3 | 25,2  | 24,9  | 23,7  | 20,9 | 17,3 | 13,2 | ⌀ | 19,4    |
|                        |      |      |      |      |       |      |       |       |       |      |      |      |   |         |
| Niederschlag (mm)      | 23,6 | 57,4 | 63,4 | 103  | 176,2 | 314  | 369,9 | 380,2 | 222,6 | 27,5 | 15,2 | 21,3 | Σ | 1.774,3 |
|                        |      |      |      |      |       |      |       |       |       |      |      |      |   |         |
| Sonnenstunden (h/d)    | 5,3  | 4,8  | 4,9  | 5    | 5,6   | 6    | 6,9   | 6,2   | 6     | 6,1  | 5,5  | 5,5  | ⌀ | 5,7     |
|                        |      |      |      |      |       |      |       |       |       |      |      |      |   |         |
| Regentage (d)          | 4,9  | 6,5  | 7,7  | 9,2  | 10,1  | 13,7 | 14,4  | 17    | 10,4  | 2,6  | 2,8  | 3,4  | Σ | 102,7   |

| 12,5 |

| 13,8 |

| 15,9 |

| 19,2 |

| 22,1 |

| 24,3 |

| 25,2 |

| 24,9 |

| 23,7 |

| 20,9 |

| 17,3 |

| 13,2 |

| 12,5 |

| 13,8 |

| 15,9 |

| 19,2 |

| 22,1 |

| 24,3 |

| 25,2 |

| 24,9 |

| 23,7 |

| 20,9 |

| 17,3 |

| 13,2 |

## Partnerstädte
Chiayi hat mit folgenden Orten bzw. Verwaltungseinheiten Partnerschaftsabkommen geschlossen (mit Datum des Abkommens):
- Jackson (Mississippi) (Vereinigte Staaten), 11. April 1983
- East Orange (New Jersey, Vereinigte Staaten), 22. August 1985
- Juneau (Alaska) (Vereinigte Staaten), 7. Juni 1988
- Murray (Utah) (Vereinigte Staaten), 9. Juni 1988
- Provinz Bulactan (Philippinen), 13. August 1991
- Syracuse (New York) (Vereinigte Staaten), 16. November 1995
- Martinsburg (West Virginia) (Vereinigte Staaten), 14. Juni 1999
- Hsinchu (Taiwan), 9. Oktober 2002
- Miaoli (Taiwan), 14. Januar 2010
- Onomichi (Japan), 22. Dezember 2016

## Persönlichkeiten
- Chen Chengpo (1895–1947), Maler
- Momofuku Andō (1910–2007), Unternehmer
- Vincent Siew (* 1939), Politiker
- Chang Po-ya (* 1942), Politikerin
- Lin Hwai-min (* 1947), Tänzer, Choreograph und Schriftsteller
- Winnie Li (* 1948), Mathematikerin
- Sylvia Chang (* 1953), Schauspielerin, Regisseurin, Drehbuchautorin und Filmproduzentin